# (36698) 2000 RN17
2000 RN17 (asteroide 36698) é um asteroide da cintura principal. Possui uma excentricidade de 0.04471980 e uma inclinação de 6.23016º.
Este asteroide foi descoberto no dia 1 de setembro de 2000 por LINEAR em Socorro.